# 斯坦尼斯瓦夫·亚希科夫斯基
斯坦尼斯瓦夫·亚希科夫斯基（1906年4月22日—1965年11月16日），波兰逻辑学家。

## 生平
他是扬·卢卡西维茨的學生，曾擔任托伦哥白尼大學校長。他在证明论和语义学方面作出过重要贡献。